# Hörbuch Hamburg
Hörbuch Hamburg ist ein deutscher Hörbuchverlag mit Sitz in Hamburg und gehört zum schwedischen Medienunternehmen Bonnier AB.

## Geschichte
Der Verlag Hörbuch Hamburg wurde 1999 von Margrit Osterwold gegründet. Seit 2006 gehört der Verlag zur schwedischen Bonnier-Gruppe.  2009 übernahm Johannes Stricker die Geschäftsführung. Am 1. Oktober 2022 übernahm Colin Hauer die Geschäftsführung.
Zwischen 2004 und 2014 zeichnete der Verlag jährlich Sprecher mit dem Osterwold, einer Skulptur des Künstlers Volker März, aus. Preisträger des Osterwold waren unter anderem Marlen Diekhoff, Charles Brauer, Monica Bleibtreu, Katja Riemann, Dietmar Mues, Julia Nachtmann, Gert Heidenreich, Victoria Trauttmansdorff und Burghart Klaußner.

## Programm und Imprints
Der Verlag bietet mehr als 3.000 lieferbare Titel. Erschienen zunächst alle Titel unter dem Namen Hörbuch Hamburg, so ist das Programm mittlerweile auf drei Imprints aufgeteilt: Die Erwachsenenimprints Hörbuch Hamburg, Osterwoldaudio und das Kinder- und Jugendimprint Silberfisch. Insgesamt erscheinen in allen Imprints jährlich über 400 Hörbücher und Hörspiele.
Unter dem Imprint Hörbuch Hamburg werden Hörbücher aus allen Genres veröffentlicht – von Lyrik über Belletristik bis hin zum Sachbuch. Große nationale und internationale Autoren wie Christian Berkel, John le Carré, Marc-Uwe Kling, William Faulkner, Volker Klüpfel und Michael Kobr, Arno Geiger, Louise Hay, Kevin Hearne, Gabriel García Márquez, Herta Müller, Haruki Murakami, Jo Nesbø, Nele Neuhaus, Richard Osman, Delia Owens, Yasmina Reza oder Hanya Yanagihara haben dort ihr Zuhause. 
Das Kinder- und Jugendhörbuchimprint Silberfisch wurde 2007 unter dem Dach von Hörbuch Hamburg gegründet. Neben Klassikern von Michael Ende, Judith Kerr und Otfried Preußler, aktuellen Titeln von Saša Stanišić, Andreas Steinhöfel, Oliver Scherz, Rick Riordan, John Green, Julia Dippel und Stephenie Meyer finden auch die beliebten Pixi-Hörbücher und Conni-Hörspiele ihren Platz im Programm. Bestseller-Reihen wie Die Schule der Magischen Tiere oder Das magische Baumhaus runden das Programm ab.
Unter dem Imprint Osterwoldaudio entstehen seit 2009 vielfältige Hörproduktionen für Erwachsene. Darunter sind Bestseller von Hape Kerkeling, Andrea Sawatzki oder Remo Largo. Internationale Autoren wie Margaret Atwood, Arne Dahl, Joël Dicker oder Heather Morris erweitern das Programm. Weitere Schwerpunkte sind die literarischen Wiederentdeckungen von Hans Fallada, aber auch Klassiker von Max Frisch und Karl Marx. Vervollständigt wird das Programm in der Unterhaltung durch Autoren wie Jenny Colgan, Carsten Henn und Gisa Pauly sowie im Bereich Sachhörbuch durch Titel von Rolf Dobelli und Zlatan Ibrahimović.

## Auszeichnungen
Hörbuch Hamburg
- 2012: Deutscher Hörbuchpreis: Das besondere Hörbuch/Besonderer Wagemut: Kai Grehn (Bearb.) für Die künstlichen Paradiese von Charles Baudelaire
- 2013: Deutscher Hörbuchpreis: Bester Interpret: Gustav Peter Wöhler für Vielen Dank für das Leben von Sibylle Berg
- 2013: Deutscher Hörbuchpreis: Das besondere Hörbuch/Beste Unterhaltung: Marc-Uwe Kling für Die Känguru-Chroniken
- 2016: Hörbuch des Jahres: Manhattan Transfer von John Dos Passos
- 2019: Hörkules: Frisch hapeziert von Hape Kerkeling
- 2020: Hörbuch des Jahres: Die Enden der Parabel von Thomas Pynchon
- 2021: Deutscher Hörbuchpreis: Beste Interpretin: Elisabeth Schwarz für Anne-Marie die Schönheit von Yasmina Reza
- 2021: Deutscher Hörbuchpreis: Bestes Hörspiel: Die Enden der Parabel von Thomas Pynchon
- 2023: Deutscher Hörbuchpreis: Beste Unterhaltung: Eine Frage der Chemie von Bonnie Garmus

Silberfisch
- 2010: Hörkulino: An Ulrike Grote und Peter Jordan für Bis(s) zum Ende der Nacht von Stephenie Meyer
- 2010: Deutscher Hörbuchpreis: Beste Interpretin: Laura Maire für Nichts. Was im Leben wichtig ist von Janne Teller
- 2012: Hörbuch des Jahres: Das Schicksal ist ein mieser Verräter von John Green
- 2013: Deutscher Hörbuchpreis: Bestes Kinderhörbuch: Zorgamazoo von Robert Paul Weston
- 2013: Hörbuch des Jahres: Der Bärbeiß von Annette Pehnt
- 2016: Deutscher Hörbuchpreis: Bestes Kinderhörbuch: Die unendliche Geschichte. Das Hörspiel von Michael Ende
- 2018: Hörbuch des Jahres: Kannawoniwasein! Manchmal muss man einfach verduften von Martin Muser
- 2024: Deutscher Hörbuchpreis: Bestes Kinderhörbuch: Sieben Tage Mo von Oliver Scherz